# Fortunato Tamburini
Pour les articles homonymes, voir Tamburini.
Fortunato Tamburini, né le 2 février 1683 à Modène, dans l'actuelle région Émilie-Romagne, alors dans le duché de Modène, et mort le 9 août 1761 à Rome, est un cardinal italien du XVIIIe siècle.

## Biographie
Fortunato Tamburini est membre de l'ordre des Bénédictins.
Le pape Benoit XIV le crée cardinal lors du consistoire du 9 septembre 1743.
En 1747, Mgr Fortunato Tamburini est nommé préfet de la Congrégation des rites, en 1753 il devient le premier préfet de la Congrégation de la correction des livres de l'Église orientale, et enfin il devient camerlingue du Sacré Collège en 1755.
Le cardinal Tamburini participe au conclave de 1758, lors duquel Clément XIII est élu.

### Sources
- Fiche du cardinal Fortunato Tamburini sur le site fiu.edu